# Paulo Emílio Lang
Paulo Emílio Lang (São Paulo, 9 de dezembro de 1937 - 9 de junho de 2002) foi advogado, empresário. Foi casado com Alice Beatriz da Silva Gordo Lang, com geração. Era filho de Emílio Lang Júnior e Maria de Lourdes Machado Lang. Formou-se em Direito pela Universidade Presbiteriana Mackenzie.

## Formação
Fez seus estudos no externado Assis Pacheco, no Ginásio Perdizes, no Colégio Rio Branco. Ingressou na Faculdade de Direito da Universidade Presbiteriana Mackenzie, obtendo o grau de Bacharel em Direito em 1960, tendo sido Secretário e depois Vice-Presidente do “Centro Acadêmico João Mendes Júnior.”. Fez curso Intensivo de Administradores da Fundação Getúlio Vargas, em 1962 e Curso do Instituto de Oratória Admir Ramos, em 1961 e Seminário de Administração Empresarial da Volkswagen do Brasil S/A, em 1976.

## Vida profissional
Iniciou sua vida profissional na Caixa Econômica do Estado de São Paulo, como Oficial de Gabinete do Presidente Ruy de Mello Junqueira, no Governo Jânio Quadros; foi auxiliar de Gabinete da Secretária do Governo do Estado de São Paulo, no Governo Carvalho Pinto, na gestão do Secretário Márcio Ribeiro Porto.
Com o falecimento do pai, passou a trabalhar na Comercial e Construtora Lang. Foi Diretor Comercial da Savena Veículos, empresa voltada para a comercialização de veículos da linha Volkswagen, tendo também sido fundador, diretor comercial e acionista da Dispave S/A, -Distribuidora Paulista de Veículos (1966/1969), e diretor e acionista da Central de Veículos S/A – Revendedor Autorizado Volkswagen (1970/1973).
De março de 1979 a agosto de 1980, foi Diretor Comercial da Vasp, empresa aérea de São Paulo. Por solicitação do então governador Paulo Maluf, em agosto de 80 deixou a diretoria da Vasp e assumiu, na Caixa Econômica do Estado de São Paulo, a Diretoria de Municípios e Autarquias e a Diretoria de Patrimônio.
Trabalhou na Junta Comercial do Estado de São Paulo de 1963 a 1996, no cargo de Fiscal de Tradutores e Leiloeiros. Durante algum tempo, indicado pela Associação Comercial, exerceu a função de Vogal da Junta Comercial de 1987 a 1995. Participou da Associação Comercial de São Paulo, entidade de classe que fora presidida por seu pai, Emílio Lang Júnior. 
Na Associação Comercial de São Paulo, foi Superintendente da Comissão de Transportes e Comunicação e Vice- Superintendente do Conselho da Pequena e Média Empresa.
Como membro da Delegação da Associação Comercial de São Paulo, participou do IV CONCLAP- Congresso das Classes Produtoras, realizado na cidade do Rio de Janeiro, em 1977. Fez parte da diretoria da Associação Brasileira de Distribuidores Volkswagen – ASSOBRAV, tendo sido um de seus fundadores; foi Vice-Presidente e Presidente das UNICAP’s – União dos Revendedores Volkswagen da Cidade de São Paulo (1973, 1974, 1975).
Em 1978 passou a integrar o Conselho Superior do Liceu de Artes e Ofícios de São Paulo, fundação voltada para a educação profissional. 
Era sócio da Sociedade Harmonia de Tênis onde foi Conselheiro e membro do Conselho Fiscal.

## Honrarias
- Em 1977, recebeu o Distintivo de Ouro da Volkswagen do Brasil S/A, pelo sucesso alcançado na área de vendas.
- Foi condecorado com a Medalha Santos Dumont da Força Aérea Brasileira, em 1979, por sua atuação na Vasp.
- Foi condecorado com a Ordem do Mérito Aeronáutico, no grau de Oficial, em 1980.
- Recebeu o título de “Honra ao Mérito” da Câmara Municipal de Mogi das Cruzes, em 1983, pelo apoio oferecido à construção da rodovia Mogi-Bertioga, quando Diretor da Caixa Econômica Estado.